# 李作勋
李作勋（1972年10月—），贵州遵义人。男，汉族。中国政治人物。曾任中共贵州省委副秘书长、办公厅主任，现任中共铜仁市委书记。